# Morse (métro de Chicago)
Pour les articles homonymes, voir Morse.
Morse (anciennement Rogers Park) est une station aérienne de la ligne rouge du métro de Chicago situé dans le quartier de Rogers Park dans le nord de Chicago. 
Morse se trouve à cinq rues de la station Rogers Park du Metra sur Lunt Avenue.

## Histoire
La station a d'abord été construite en 1908 après un peu plus d’un an de travaux avant d’être surélevée en 1921 sur un remblai sous la forme qu’on lui connaît aujourd’hui. Morse fut très peu modifié, à l’extérieur le bâtiment est toujours composé des mêmes briques et l’ornement apposé en 1976 pour commémorer le bicentenaire des États-Unis est toujours présent. 
En 1942, le nom de la station fut changé de Rogers Park en Morse Avenue afin d’éviter toute confusion avec les trois autres stations qui se situent dans le quartier de Rogers Park (Jarvis, Loyola et Howard).
En 2004, la ville profite des travaux de renouvellement du béton de la station pour y aménager un poste de police du Chicago Police Department (CPD) afin de limiter le trafic de drogue, la prostitution et la mendicité dans les alentours de la station. 
En 2005, les auvents sont entièrement remplacés par de nouveaux. 
En 2006, les plaques de signalisation au nom de la station furent remplacées en accord avec la nouvelle signalétique de la ligne rouge. 
Le 2 novembre 2009, un incident est survenu à Morse impliquant un enfant dans une poussette. Sa mère, Ebere Ozonwu, voulait attraper le train en cours de fermeture de portes. La poussette fut emportée dans le départ de la rame projetant l’enfant au sol et trainant la poussette sur plusieurs mètres. L’enfant ne fut blessé que superficiellement tandis que l’enquête n’a pas encore pu déterminer les responsabilités de cet accident,. 
1 311 017 passagers ont transité par la station Morse en 2008,.

## Correspondances
Avec les bus de la Chicago Transit Authority :
- #96 Lunt
- #155 Devon

## Dessertes
| Nord/Ouest            |  |             |  | Sud/Est                   |
| --------------------- |  | ----------- |  | ------------------------- |
| Jarvis vers Howard    |  | ligne rouge |  | Loyola vers 95th/Dan Ryan |
| modifier sur Wikidata |  |             |  |                           |